# Бернардето де Медичи
Бернàрдо де Мèдичи, известен като Бернадèто (на италиански: Bernadetto de' Medici; * 1531, Флоренция, Флорентинска република; † 1579, Неапол, Неаполитанско кралство) е аристократ от Дом Медичи, представител на кадетския клон Медичи ди Отаяно, господар на Отаяно, кавалер на Ордена на Свети Стефан. Основоположник е на клона на господарите и принцове на Отаяно, херцози на Сарно и херцози на Миранда.

## Произход
Той е син на флорентинския гонфалониер на правосъдието и сенатор Отавиано де Медичи (1484 – 1546) от първата му съпруга Бартоломеа Джуни. По бащина линия е внук на флорентинския политик Лоренцо де Медичи, комисар в Борго Сан Сеполкро, и на Катерина Нерли, и е правнук на флорентинския дипломат и меценат Бернадето де Медичи. Има една сестра:
- Костанца († 1606), съпруга на Уго дела Герардекса, граф на Доноратико.

Той е полубрат на папа Лъв XI.

## Биография
На 14 август 1559 г. Бернадето се жени за Джулия де Медичи, узаконена извънбрачна дъщеря на херцога на Флоренция Алесандро де Медичи. От нея през декември 1560 г. има син Алесандро, кръстен на дядо си по майчина линия, който под патронажа на чичо си, папа Лъв XI, става генерал от армията на Папската държава и е номиниран за владетел на Борго. Алесандро се жени за Делия Санвеверини от фамилията на графовете на Сапонара и има потомство. Впоследствие представителите на рода Медичи ди Отаяно придобиват титлите на принцове на Отаяно, херцози на Сарна и херцози на Миранда в Кралство Неапол.
По време на живота си във Флоренция Бернадето е на дипломатическа служба в двора на своя роднина, херцог Козимо I. Той е един от първите рицари на Ордена на Свети Стефан. Като представител на херцога на Флоренция той присъства на трентския събор и на конклава в Рим през 1559 г. През 1565 г. придружава епископа на Арецо и архиепископа на Сиена до Болоня, за да доведе ерцхерцогиня Йохана Австрийска, булка на престолонаследника Франческо де Медичи. По-късно служи като посланик на Флоренция в двора на Неапол.
През 1567 г. Бернадето купува за 50 хил. дуката владението Отаяно, разположено близо до Неапол, от принца на Молфета Чезаре I Гондзага. През същата година, поради конфликт между съпругата му и Елеонора дели Албици, фаворитка на овдовелия херцог на Флоренция Козимо I, Бернадето е принуден да напусне двора във Флоренция и да се премести във владенията си в Кралство Неапол.
През 1576 г. в Нола, близо до Отаяно, той основава доминикански манастир, за който построява църквата „Дева Мария на Светата броеница“. Бернадето де Медичи умира в Неапол след 1576 г.

## Брак и потомство
∞ 4 август 1559 за Джулия Ромола де Медичи (* ок. 1535, Флоренция; † ок. 1588, Флоренция), узаконена извънбрачна дъщеря на херцога на Флоренция Алесандро де Медичи, от която има един син:
- Алесандро де Медичи ди Отаяно (* 17 декември 1560, † 1606), владетел на Борго, господар на Отаяно, генерал от армията на Папската държава; ∞ за Делия Сансевеверини († 1606) от графовете на Сапонара, от която има 2 сина и 1 дъщеря.[1]

## Бернадето де Медичи в изкуството
Съхранен е портрет на Бернадето де Медичи от Джорджо Вазари от 1549 г. и днес той е част от колекцията на Музея Боде в Берлин. На него той е изобразен на 18 години.